# Rheinischer Merkur
Der Rheinische Merkur war von 1946 bis 2010 eine überregional erscheinende Wochenzeitung mit christlicher und konservativer Ausrichtung.
Verlegt wurde sie in Bonn, wo sie jeweils donnerstags erschien. Die verkaufte Auflage betrug nach Angaben des IVW für das 2. Quartal 2010 64.356 Exemplare, davon 36.363 im Abonnement; für das 3. Quartal meldete der Verlag keine Zahlen mehr.
Träger waren im Wesentlichen acht deutsche Bistümer, darunter das Erzbistum Köln, sowie die Deutsche Bischofskonferenz. Minderheitsbeteiligungen lagen u. a. bei der Verlagsgruppe Ganske. Die Mehrheit lag bei Bistümern in Nordrhein-Westfalen.
Seit Dezember 2010 erscheint der Rheinische Merkur nicht mehr als eigenständige Publikation, sondern unter dem Titel Christ und Welt als Beilage der Wochenzeitung Die Zeit.

## Geschichte

### Gründung mit Bezug auf Görres
Gegründet wurde die Zeitung nach dem Zweiten Weltkrieg. Der deutsche Journalist Franz Albert Kramer hatte noch im Schweizer Exil die ersten Schritte unternommen und errichtete im August 1945 einen Verlagssitz in einem zerstörten technischen Betrieb in Koblenz. In dieser Stadt hatte bereits Joseph Görres von 1814 bis 1816 eine Zeitung namens Rheinischer Merkur herausgegeben. Daran knüpfte Kramer in seinem ersten Leitartikel an: „Es gibt keinen größeren Namen, zu dem wir greifen könnten. Mit der Ursprünglichkeit seines Denkens, mit der Kraft seiner Sprache, mit der ganzen hinreißenden Leidenschaftlichkeit seines Geistes hat Görres dem Rheinischen Merkur den höchsten Rang gesichert.“

### Anfangszeit
Die erste Ausgabe des neuen Rheinischen Merkur erschien am 15. März 1946 mit einer Lizenz der französischen Besatzungsmacht unter dem Gründer und ersten Chefredakteur Franz Albert Kramer. Die erste Ausgabe kostete 20 Pfennige, sie wurde in einer Auflage von 220.000 Exemplaren gedruckt, wegen Papiermangels konnten in der folgenden Zeit allerdings nur 160.000 Stück hergestellt werden. Das Blatt erschien zunächst zweimal wöchentlich und wurde noch im Jahr der Erstausgabe auf einmal wöchentlich umgestellt. Die verkaufte Auflage sank in der darauffolgenden Jahren und Jahrzehnten. 1950 waren es noch 63.623, 1965 noch 49.123 Exemplare. Die Druckauflage hingegen sank im gleichen Zeitraum nur um 10 %, da die Verbreitung des Rheinischen Merkur durch die Abgabe kostenloser Exemplare gestützt wurde, unter anderem an kirchliche Einrichtungen.
Bis in die 1970er Jahre war der Rheinischer Merkur ― neben der Zeit und dem Deutschen Allgemeinen Sonntagsblatt ― eine der drei meinungsprägenden Wochenzeitungen der Bundesrepublik Deutschland. Mitarbeiter der ersten Jahrzehnte waren die Journalisten und Publizisten Vilma Sturm, Paul Wilhelm Wenger, Otto B. Roegele (Chefredakteur 1949–1963, Herausgeber 1963–2005) und Eduard Verhülsdonk.
Auf Otto B. Roegele folgten als Chefredakteure:
- Anton Böhm (1963–1973)
- Herwig Gückelhorn (1973–1979)
- Alois Rummel (1979–1985)
- Thomas Kielinger (1985–1994)
- Michael Rutz (1995–2010)

### Vernetzung mit säkularen Medien
Für die intensive Vernetzung zwischen dem Rheinischen Merkur und säkularen Medien sorgten insbesondere die Vertreter von säkularen Presseunternehmen im Aufsichtsrat der Verlagsgesellschaft, namentlich Bernhard Servatius (Axel Springer-Verlag) und Adolf Theobald (Gruner+Jahr KGaA).

### Unterstützung durch die katholische Kirche seit den 1970er Jahren
Nachdem 1971 das Experiment einer bundesweiten katholischen Wochenzeitung neuen Typs (Publik) in Deutschland gescheitert war, wurde der Rheinische Merkur von der katholischen Kirche auch institutionell unterstützt. Später waren die Erzdiözese Köln sowie acht weitere Diözesen Träger des Blattes; 1976 kam die Deutsche Bischofskonferenz über den Verband der Diözesen Deutschlands hinzu.
1979 ging die evangelische Wochenzeitung Christ und Welt im Rheinischen Merkur auf.
Der Rheinische Merkur beschrieb sich selbst als unabhängig. Die Redaktion vertrat politisch meist konservative Standpunkte auf der Basis eines christlichen Gesellschaftsbildes. Die kirchenpolitischen Positionen waren liberal-konservativ und orientierten sich eher an der Deutschen Bischofskonferenz als an den Positionen des Vatikans. Martin Lohmann leitete einige Jahre das Ressort „Christ und Welt“. Vorsitzender des Aufsichtsrats war der Essener Dompropst Ferdinand Schulte Berge. Von 1978 bis 2006 war Christa Meves Mitherausgeberin.

### 2000er Jahre
Mit der Einstellung der Wochenzeitung Die Woche im März 2002 übernahm der Rheinische Merkur deren Abonnentenadressen. Dies führte jedoch nur zu einer kurzfristigen Zunahme der Abonnentenzahl um rund 10 %. Nach einigen Jahren lag sie deutlich unter dem vorherigen Niveau. Die Zeitung bestand in der Regel aus den Teilen Politik, Wirtschaft, Kultur, Wissenschaft und Praxis, Christ und Welt, Lebensart (mit Reise, Stil, Medien, Menschen und Report) sowie dem unregelmäßig erscheinenden PR-Supplement Merkur Plus.
2003 wurde der ehemalige Bundesverfassungsrichter Paul Kirchhof Herausgeber des Rheinischen Merkur. 2006 wurde Jean-Claude Juncker als Herausgeber bestellt.
Gemeinsam mit der Verlagsgruppe Weltbild gab der Rheinische Merkur ab Mai 2007 die Buchserie Klassiker des Christentums heraus.

### Einstellung als eigenständige Publikation
Im Mai 2000 lehnte der Aufsichtsrat der Verlagsgesellschaft ein Kaufangebot der Axel Springer AG ab. Es beinhaltete die Fortführung als Beilage zur Tageszeitung „Welt“.
Im September 2010 beschloss die Deutsche Bischofskonferenz als Mitgesellschafter aufgrund der schwierigen Lage des Zeitungsmarkts sowie sinkender Auflage und Anzeigenerlöse die Einstellung des Rheinischen Merkur als eigenständige Zeitung und die Liquidation der Rheinischer Merkur GmbH (Geschäftsführer: Bert G. Wegener). Zuletzt habe die Zeitung jedes Jahr einen Verlust im einstelligen Millionenbereich eingefahren, mit ca. 2,6 Mio. Euro jährlich. Ein zwischenzeitliches Übernahmeangebot der in Berlin erscheinenden Wochenzeitung Junge Freiheit lehnte der Verlag ab. Die Entscheidung wurde mutmaßlich durch den Kölner Erzbischof Joachim Kardinal Meisner initiiert.
Einzelheiten zu Daten veröffentlichte der Eichstätter Medienwissenschaftler Christian Klenk, doch bekam er auf seine Anfragen weder von der Geschäftsführung des Rheinischen Merkur noch von der Deutschen Bischofskonferenz genaue Angaben etwa zu Subventionen oder Höhe der Auflage.

### Beilage derZeitunter dem TitelChrist und Welt
Die letzte eigenständige Ausgabe des Rheinischen Merkurs erschien am 25. November 2010. Seit dem 2. Dezember 2010 liegt einer Sonderausgabe der Wochenzeitung Die Zeit eine sechsseitige, redaktionell unabhängige Beilage mit dem Titel Christ und Welt bei. Im Mittelpunkt stehen kirchliche, ethische und kulturelle Themen. Diese Sonderausgabe ist nur für neue Abonnenten der Zeit sowie für die bisherigen Abonnenten des Rheinischen Merkur und nicht im Einzelhandel erhältlich. Nach Angaben des Verlags lag die Auflage im Jahr 2014 bei zirka 15.000.
Die Beilage wurde von der dreipunktdrei mediengesellschaft mbH, einer Tochter der Katholischen Nachrichtenagentur (KNA), mit einer Redaktion im Auftrag der Zeit produziert, deren Mitglieder teilweise schon Mitarbeiter des Rheinischen Merkurs gewesen waren. Sitz der Redaktion war bis 2016 das schon bisher genutzte Gebäude in der Heinrich-Brüning-Straße 9 in Bonn.
Zum 1. Oktober 2016 wurde die Beilage vollständig von der Zeit übernommen. Die Redaktion wechselte von Bonn nach Berlin. Im Juli 2024 wurde aus die Beilage eingegliedert und umfasst nunmehr 3 Seiten hinter dem Teil „Dossier“.

## Beteiligungen
- merkur.tv, Bonn (zu jeweils 50 Prozent Tochter der Verlag Rheinischer Merkur GmbH und der Tellux GmbH)
- Verlag Deutsche Zeitung GmbH, Bonn (film-dienst, Funkkorrespondenz, mercury, cinomat)
- Pressehaus Sozialkasse GmbH, Bonn.